# فاضل لاریجانی
فاضل اردشیر لاریجانی (زادهٔ ۱۳۳۲) سیاستمدار ایرانی است.

## زندگی شخصی و تحصیلات
لاریجانی لیسانس فیزیک را از دانشگاه صنعتی شریف و فوق لیسانس فیزیک را در سال ۱۹۸۰ از دانشگاه کالیفرنیای جنوبی دریافت کرد. سپس دکترای خود را در فلسفه و کلام اسلامی از دانشگاه تربیت مدرس دریافت کرد. از جمله سوابق او معاونت دانشگاه آزاد اسلامی، معاونت مرکز نشر دانشگاهی، مدیرعاملی شرکت انتشارات علمی و فرهنگی و انتشارات دانشگاه صنعتی شریف است.
سینا ساکن ونکوور و از مدیران رویال بانک کانادا و طهورا ساکن ونکوور کانادا فرزندان فاضل لاریجانی هستند

## اتهام باج‌خواهی و رانت
تا به وجود آمدن موضوع استیضاح وزیر تعاون، کار و رفاه اجتماعی در ۱۵ بهمن ۱۳۸۹ و جنجال‌های مربوط به آن، فاضل در بین برادران معروفتر لاریجانی در جامعه کمتر شناخته شده بود، اما این حادثه و افشاگری محمود احمدی‌نژاد در مورد او بواسطه فیلم مخفیانه ضبط شده‌ای از یک جلسه فاضل لاریجانی با سعید مرتضوی نام فاضل را نیز در کنار نام‌های بقیه برادرانش بر سر زبان‌ها انداخت.
در فیلم پخش شده احمدی‌نژاد در مجلس که صدای واضحی نداشت و احمدی‌نژاد ناگزیر متن پیاده شده آن را از رو خواند، فاضل لاریجانی از مرتضوی می‌خواست واسطه شود تا تاجری که در فیلم اسمش واضح نیست، با فاضل مرتبط شده و او را مباشر خود قلمداد کند. فاضل تأکید می‌کند که با استفاده از نفوذ خود بر برادرانش در قوه قضاییه و مقننه می‌تواند مشکلات و موانع حقوقی، اجرایی و قضایی تجارت فرد مورد نظر را حل کند و «کارش را پیش ببرد» و در ازای آن به وضوح مبالغ متنابهی پول (۱۵۰۰۰ دلار در ماه) و امکاناتی اعم از دفتر کار و آپارتمان یا ویلایی در تهران یا شمال «برای شروع کار» در اختیار او قرار بگیرد.
در روزهای اولیه بعد از جنجال استیضاح فیلم دیگری از جلسه سعید مرتضوی با سید حسن میرکاظمی و بابک زنجانی توسط کاربر گمنامی به نام کمال کمالی در اینترنت منتشر شد که اثبات می‌کرد تاجری که نامش در فیلم مرتضوی و لاریجانی مشخص نیست و توسط محمود احمدی‌نژاد در صحن مجلس به عنوان «آقای ز» نام برده شد، همان بابک زنجانی است. از مکالمه‌های فیلم دوم بر می‌آید که فاضل لاریجانی از بابک زنجانی برای «پیش بردن کارهایش» و حل شدن موانع برای خرید شرکت‌های تابعه سازمان تأمین اجتماعی مبلغ ۳۰ میلیارد تومان به عنوان «دست‌گرمی» طلب کرده است.
فاضل لاریجانی ابتدا در تماس محمدحسین فرهنگی یکی از اعضای هیئت رئیسه مجلس و سپس سایت‌های خبری مفاد فایل منتشر شده را تکذیب و آن را جعلی خواند. وی سپس در ۲۳ بهمن ۱۳۹۱ طی نامه‌ای به دادستان تهران گفت که آماده است تا برای اتهاماتش محاکمه شود و در عین حال تأکید کرد باید به اتهامات مالی اطرافیان رئیس دولت نیز رسیدگی شود. پس از بررسی‌های تخصصی مشخص شد که ایشان هیچ گونه تخلفی مرتکب نشدن و حکم تبرئه ایشان توسط قوه قضاییه صادر و حتی رهبر انقلاب در بخشی از سخنانشان به جفایی که در حق ایشان شد اشاره فرمودن. ایشان دارای شخصیت والا و فرهیخته می‌باشند.

### تألیف و ترجمه
- علم اخلاق جامعه به (قلم) فاضل اردشیر لاریجانی- دانشگاه آزاد اسلامی واحد آیت ا… آملی
- پاییز (ریچارد بی. رایت) .(مترجم) فاضل اردشیر لاریجانی - مرکز ترجمه و نشر کتاب
- اسطوره و تفکر مدرن، کلود لوی استروس، فاضل لاریجانی (مترجم)، علی جهان پولاد (مترجم)، طیبه توفیقی نیاکی (ویراستار)، تهران: فرزان روز
- روشهای پژوهش در علوم اجتماعی، چاوا فرانکفورد، دیوید نچمیاس، فاضل لاریجانی (مترجم)، رضا فاضلی (مترجم)، باقر ساروخانی (مقدمه)، تهران: سروش